# Старридж, Том
То́мас Си́дни Джеро́м Стёрридж (англ. Thomas Sidney Jerome Sturridge; 21 декабря 1985 года Ламбет, Большой Лондон) — английский актёр. Двукратный номинант на премию «Тони» (2013, 2020).

## Биография
Том родился 21 декабря 1985 года в Лондоне, Англия, в семье режиссёра Чарльза Старриджа и актрисы Фиби Николлс. Окончил колледж Винчестера. Имеет младшую сестру Матильду и младшего брата Артура. Учился в одном классе с актёром Робертом Паттинсоном, с которым и сейчас остаётся лучшим другом.
В кино дебютировал в фильме собственного отца «Путешествия Гулливера» в 1996 году. В 2004 году снялся в роли Джорджа Осборна-младшего в «Ярмарке тщеславия» и в роли Роджера Госселина в фильме «Театр».
В 2008 году должен был сыграть главную роль в фильме «Телепорт», но режиссёр Даг Лайман в самом начале съёмок решил, что Старридж слишком молод для этой роли, и заменил его на Хейдена Кристенсена.
В 2009 году вышел фильм «Рок-волна», в котором Старридж сыграл одну из главных ролей.
Начиная с 2010 года много играет в театре.
В 2021 году сыграл главную роль в сериале «Песочный человек».

## Личная жизнь
С 2011 по 2015 год Старридж состоял в отношениях с актрисой Сиенной Миллер. У них есть дочь, Марлоу Оттолин Лэйнг Старридж (род. 7 июля 2012). Расстались в 2015 году.

## Фильмография
| Год       |    | Русское название           | Оригинальное название                                        | Роль                       |
| --------- | -- | -------------------------- | ------------------------------------------------------------ | -------------------------- |
| 1996      | тф | Путешествия Гулливера      | Gulliver's Travels                                           | Том Гулливер               |
| 1997      | ф  | Волшебная история          | FairyTale: A True Story                                      | Хэб                        |
| 2004      | ф  | Ярмарка тщеславия          | Vanity Fair                                                  | Джордж Осборн-младший      |
| 2004      | ф  | Театр                      | Being Julia                                                  | Роджер Госселин            |
| 2005      | ф  | Братья Рок-н-Ролл          | Brothers of the Head                                         | Барри Хоу                  |
| 2005      | тф | Загадка сонетов Шекспира   | A Waste of Shame: The Mystery of Shakespeare and His Sonnets | Уильям Херберт             |
| 2006      | ф  | Читая мысли                | Like Minds                                                   | Найджел                    |
| 2009      | ф  | Рок-волна                  | The Boat That Rocked                                         | Карл                       |
| 2010      | ф  | В ожидании вечности        | Waiting for Forever                                          | Уилл Доннер                |
| 2011      | ф  | Отбросы                    | Junkhearts                                                   | Дэнни                      |
| 2012      | ф  | В дороге                   | On the Road                                                  | Карло Маркс/Аллен Гинсберг |
| 2014      | ф  | Эффи                       | Effie Gray                                                   | Джон Эверетт Милле         |
| 2015      | ф  | Вдали от обезумевшей толпы | Far from the Madding Crowd                                   | сержант Фрэнсис Трой       |
| 2015      | ф  | Оставшаяся часть           | Remainder                                                    | Том                        |
| 2016      | с  | Пустая корона              | The Hollow Crown                                             | Генрих VI                  |
| 2017      | ф  | Между нами музыка          | Song to Song                                                 | брат БиВи                  |
| 2017      | ф  | Конец пути                 | Journey's End                                                | Хибберт                    |
| 2017      | ф  | Красавица для чудовища     | Mary Shelley                                                 | лорд Байрон                |
| 2017      | ф  | На троепутье               | 3 Way Junction                                               | Карл                       |
| 2018—2019 | с  | Сладкая горечь             | Sweetbitter                                                  | Джейк                      |
| 2019      | ф  | Бархатная бензопила        | Velvet Buzzsaw                                               | Джон Дондон                |
| 2022      | с  | Ирма Веп                   | Irma Vep                                                     | Имонн                      |
| 2022—2025 | с  | Песочный человек           | The Sandman                                                  | Морфей/Сон                 |

## Награды и номинации
| Год  | Награда                         | Категория                            | Работа           | Результат |
| ---- | ------------------------------- | ------------------------------------ | ---------------- | --------- |
| 2009 | Evening Standard Theatre Awards | Outstanding Newcomer                 | Punk Rock        | Номинация |
| 2009 | Critics' Circle Theatre Award   | Most Promising Newcomer              | Punk Rock        | Победа    |
| 2013 | Тони                            | Лучшая мужская роль в пьесе          | Orphans          | Номинация |
| 2013 | Outer Critics Circle Award      | Outstanding Featured Actor in a Play | Orphans          | Победа    |
| 2013 | Театральный мир                 | Театральный мир                      | Orphans          | Победа    |
| 2016 | Премия Лоренса Оливье           | Лучшая мужская роль второго плана    | American Buffalo | Номинация |
| 2017 | National Film Awards            | Лучший актёр                         | Оставшаяся часть | Номинация |
| 2019 | Lucille Lortel Awards           | Outstanding Lead Actor in a Play     | Sea Wall/A Life  | Номинация |
| 2020 | Тони                            | Лучшая мужская роль в пьесе          | Sea Wall/A Life  | Номинация |